# Amortissement Landau
En physique, l’amortissement Landau, du nom de son découvreur, le physicien russe Lev Davidovich Landau, est le phénomène d'amortissement (décroissance exponentielle en fonction du temps) des oscillations longitudinales du champ électrique. Cela correspond à un transfert d'énergie entre une onde électromagnétique et des électrons. On peut y voir l’inverse d'un effet Čerenkov. Ce phénomène empêche le développement de l'instabilité et crée une région de stabilité dans l'espace des paramètres. Il fut ensuite proposé par Lynden-Bell qu'un phénomène similaire avait lieu en dynamique des galaxies, où le gaz d'électrons interagissant à travers les forces électriques est remplacé par un « gaz d'étoiles » interagissant par les forces de gravitation.
Cet effet est en particulier utilisé pour générer des courants électriques dans les plasmas confinés dans les Tokamaks.

## Interactions onde-particule

L'amortissement Landau est dû à l'échange d'énergie entre une onde de vitesse de phase {\displaystyle v_{ph}}, et une particule dans un plasma dont la vitesse est approximativement égale à {\displaystyle v_{ph}}. Les particules dont la vitesse est légèrement inférieure à la vitesse de phase de l'onde vont être accélérées par le champ électrique de l'onde pour atteindre la vitesse de phase. Au contraire, les particules dont la vitesse est légèrement supérieure à la vitesse de phase de l'onde vont être décélérées, cédant leur énergie à l'onde. Ceci est prouvé expérimentalement avec un tube à onde progressive .
Dans un plasma non collisionnel où les vitesses des particules sont distribuées comme une fonction maxwellienne, le nombre de particules dont la vitesse est légèrement plus faible que la vitesse de phase de l'onde est plus grand que le nombre de particules dont la vitesse est légèrement plus grande. Ainsi, il y a plus de particules qui gagnent en énergie provenant de l'onde que de particules qui en cèdent. Par conséquent, l'onde cédant de l'énergie, elle est amortie.

## Interprétation physique

Une preuve mathématique de l'amortissement Landau pourra être trouvée dans les références. On peut toutefois donner une interprétation simple (bien que non strictement correcte) qui aide à la visualisation du phénomène.
On peut concevoir les oscillations du plasma comme des vagues dans la mer, et les particules comme des surfeurs essayant de se raccrocher aux vagues, le tout se déplaçant dans la même direction. Si le surfeur se déplace à la surface de l'eau à une vitesse légèrement inférieure à la vitesse des vagues, il va finalement être rattrapé par la vague et ainsi gagner en énergie. Au contraire, un surfeur nageant plus vite que la vitesse des vagues va devoir remonter la crête de la vague (cédant ainsi son énergie au profit de la vague).
Une description mécanique simple de la dynamique des particules fournit une estimation quantitative de la synchronisation des particules avec l’onde [Équation (1) de ]. Une approche plus rigoureuse montre que la synchronisation la plus forte se produit pour les particules dont la vitesse dans le repère de l’onde est proportionnelle au taux d’amortissement et indépendante de l’amplitude de l’onde [section 3.2 de ]. Étant donné que l’amortissement Landau se produit pour des ondes ayant des amplitudes arbitrairement faibles, les particules les plus actives dans cet amortissement sont loin d’être piégées. Ceci est naturel, puisque le piégeage implique des échelles de temps divergentes pour de telles ondes.

## Théorie mathématique de l'amortissement Landau
L'article original de Landau est basé sur un calcul linéarisé qui utilise l’équation de Vlasov et la transformation de Laplace. En 1955, en partant de la même équation, van Kampen a montré que l’amortissement Landau est dû à un mélange de phases . Une théorie mathématique du cas linéarisé quasiment complète a été développée depuis, voir par exemple.
Dépasser le cadre de l'étude linéarisée est resté une question ouverte pendant des décennies au niveau mathématique. Auparavant le seul résultat non linéaire connu était l'existence d'une classe de solutions exponentiellement amorties pour l'équation de Vlasov-Poisson sur le cercle, obtenu par des techniques de scattering (ce résultat a été récemment étendu dans). Cependant ces résultats ne donnent aucun renseignement sur la question de savoir quelles sont les données initiales qui pourraient mener à ces solutions amorties.
En 2009, Cédric Villani et Clément Mouhot résolvent cette question et l'amortissement Landau est pour la première fois établi mathématiquement pour l'équation de Vlasov non linéaire. Il y est démontré que les solutions partant de données initiales dans un certain voisinage d'une solution stationnaire homogène sont (orbitalement) stables pour tout temps et sont amorties pour tout temps. Le phénomène d'amortissement est réinterprété en termes de transfert de régularité entre les variables de vitesse et de position, plutôt qu'un transfert d'énergie. Ce travail vaut à C. Villani la médaille Fields en 2010.

## Physique théorique: théorie des perturbations dans un cadre N-corps
Chose longtemps jugée impossible, la mécanique à N-corps permet un calcul rigoureux de l’amortissement Landau pour des étudiants connaissant la deuxième loi du mouvement de Newton et la série Fourier. Ni l’équation de Vlasov, ni la transformation de Laplace ne sont nécessaires pour cette description. Le calcul de l’échange d’énergie (plus précisément d’impulsion) de l’onde avec les électrons se fait de façon similaire. Alors que des interprétations multiples et discordantes de l’amortissement Landau sont encore présentes après 75 ans, ce calcul rend sans équivoque et intuitive l’interprétation de cet amortissement comme la synchronisation des particules passantes presque résonnantes. Un calcul N-corps semblable à celui de van Kampen est également disponible dans le même article.